# Big Stone Lake
Big Stone Lake er en lang smal sø, som udgør en del af grænsen mellem delstaterne Minnesota og South Dakota i USA. Søen er 42 km lang og ca. 2 km bred, har et areal på 5.100 ha og en dybde op til 4,9 m. Den udgør egentlig resterne af en flod, som fandtes på stedet under en tid efter den seneste istid og afvandede den dengang store sø Lake Agassiz. Big Stone Lake er dannet, hvor floddalen dengang var dybest.
Søen får sit vand fra nord fra Little Minnesota River og afvandes mod syd af Minnesota River. I øens sydlige ende er der et stort dæmningsanlæg.
Nord for søen ligger Traverse Gap, hvor vandskellet mellem Hudson Bay den Mexicanske Golfs afvandingsområde går.

45°24′28″N 96°37′04″V / 45.40778°N 96.61778°V